# Sycamore (Illinois)
Sycamore is een plaats (city) in de Amerikaanse staat Illinois, en valt bestuurlijk gezien onder DeKalb County.

## Demografie
Bij de volkstelling in 2000 werd het aantal inwoners vastgesteld op 12.020. In 2006 is het aantal inwoners door het United States Census Bureau geschat op 16.270, een stijging van 4250 (35,4%).

## Geografie
Volgens het United States Census Bureau beslaat de plaats een oppervlakte van 14,2 km², geheel bestaande uit land. Sycamore ligt op ongeveer 265 m boven zeeniveau.

## Plaatsen in de nabije omgeving
De onderstaande figuur toont nabijgelegen plaatsen in een straal van 16 km rond Sycamore.